# Альфредо Каталані
Альфредо Каталані (італ. Alfredo Catalani; 19 червня 1854, Лукка — 7 серпня 1893, Мілан) — італійський композитор.

## Біографія
Каталані походив з музичної сім'ї, перші уроки музики отримав від батька-органіста, потім навчався в Музичному інституті Лукки у Фортунато Маджі. Закінчивши його в 1872 році, поїхав до Парижа, де удосконалювався в консерваторії в класах Антуана Мармонтеля (фортеп'яно) та Франсуа Базена (композиція). Через рік Каталані повертається до Італії й завершує освіту в Міланській консерваторії у Антоніо Бадзіні (композиція) і Карло Андреолі (фортеп'яно). Дипломною роботою композитора в 1875 році стає одноактна опера «Серп» (La falce) на лібрето Арріґо Бойто. У цей період Каталані зближується з діячами творчого об'єднання Scapigliatura, перейнявшись їхніми ідеями «нового мистецтва драми та опери». Знайомиться з творчістю Ріхарда Вагнера, і під його впливом формує власний стиль на противагу веризму.
У 1876 році музичний видавець Джованніно Лукка замовляє Каталані великий драматичне твір, і композитор починає роботу над оперою «Ельда», в основу лібрето якої була покладена легенда про Лореляй. Твір було закінчено в 1877 році, але поставлено лише через три роки в Турині за підтримки диригента Карло Педротті й критика Джузеппе Депаніса.
Наступною оперою Каталані стала «Деяніче», але вона була дуже прохолодно сприйнята публікою при першій постановці в театрі Ла Скала в 1883 році, і за порадою Бойто композитор написав великий оркестровий твір — симфонічну поему «Геро і Леандр». Четверта опера Каталані, «Едмея», також мала лише невеликий успіх, проте одною з перших її постановок керував молодий Артуро Тосканіні, який надалі зробив дуже багато для популяризації музики композитора. 
Оскільки гонорари за постановки опер були невеликими, Каталані змушений був шукати додаткові джерела для існування, і в 1886 році отримав місце професора класу композиції в Міланській консерваторії, що звільнилося після смерті Амількаре Понк'єллі. У 1890 році в Туріні була здійснена постановка значно переробленої версії «Ельди» (тепер під назвою «Лореляй»), і її успіх надихнув Каталані на створення ще однієї опери — «Валлі», що стала його найбільш відомою роботою. Видавець Рікорді, якому композитор запропонував надрукувати партитуру, погодився виплатити гонорар за неї частинами, а повністю віддати суму лише після шістдесятої постановки. Незважаючи на те, що на прем'єрі в Ла Скала опера мала успіх, наступні її постановки були дуже рідкісними, позаяк театри віддавали перевагу більш популярним творам. Заразом Тосканіні був такий захоплений цією оперою, що 1900-го навіть назвав свою новонароджену (старшу) дочку іменем Валлі.  Здоров'я Каталані, і так слабке (композитор з юності страждав на туберкульоз), було підірвано падінням інтересу до його творів: конкурс на написання опери з нагоди 400-річчя відкриття Колумбом Америки в 1892 році виграв Альберто Франкетті, крім того, великої популярності почали набирати твори Джакомо Пуччіні. Після чергового загострення хвороби Каталані помер, не доживши до сорока років.

## Основні твори
Опери
- «Серп» (1875)
- «Ельда» (1877, поставлена 1880)
- «Деяніче» (1883)
- «Едмея» (1886)
- «Валлі» (1892)

Оркестрові твори
- Симфонія (1872)
- «Ранок», симфонія (1874)
- «Ніч», симфонія (1874)
- Скерцо (1878)
- «Геро і Леандр», симфонічна поема (1884)

Камерні твори
- Струнний квартет a-moll (1873)
- Андалузька серенада для скрипки і фортеп'яно (1887)
- Характерний танець для скрипки і фортеп'яно (1887)

Фортеп'яно
- Соната (1874)
- Ноктюрн (1879)
- Скерцо-тарантела (1879)
- Десять п'єс (1888) та ін.

Вокальні твори
- Пісні для голосу і фортеп'яно
- Пісні для голосу і оркестру
- Меса